# Col d'Èze
O Col d'Èze é um Porto de montanha situado entre Nice e Mônaco, nas proximidades da comuna de Èze e para perto de La Turbie, no departamento dos Alpes Marítimos. Culmina a uma altitude de 507 metros.
Está situado a menos de 5 quilómetros da costa, oferecendo uma vista ampla da Costa Azul, com o Cap Ferrat ao oeste e a Itália ao leste.

## Ciclismo
O Col d'Èze tem acolhido numerosas carreiras ciclistas, sobretudo na Paris-Nice, sendo tradicionalmente a última etapa cronoescalada catalogado de 1ª categoria. Também se subiu este porto no Tour de France de 1953, classificado de 2ª categoria, na décima sexta etapa disputada entre Marselha e Mônaco, sendo o francês Joseph Mirando quem passou em primeiro lugar pela cume.